# لوطس لبناني
لوطس لبناني (الاسم العلمي: Lotus gebelia subsp. libanoticus أسم مرادف Lotus libanoticus) هي نوع من النباتات يتبع جنس اللوطس من فصيلة البقولية.